# Meet Market
Meet Market is een romantische komedie uit 2008 onder regie van Charlie Loventhal. De film werd in de Verenigde Staten op kleine schaal uitgebracht en heeft geen Nederlandse uitgifte gehad.
De film gaat over een aantal vrijgezelle mensen uit Los Angeles, die de ware liefde in de plaatselijke groentewinkel vinden.

## Rolverdeling
- Krista Allen: Lucinda
- Elizabeth Berkley: Linda
- Susan Egan: Tess
- Laurie Holden: Billy
- Suzanne Krull: Lima Lips
- Julian McMahon: Hutch
- Missi Pyle: Ericka
- Jennifer Sky: Courtney
- Alan Tudyk: Danny
- Aisha Tyler: Jane